# Kanton Palaiseau
Kanton Palaiseau is een kanton van het Franse departement Essonne. Kanton Palaiseau maakt deel uit van het arrondissement Palaiseau. Het heeft een oppervlakte van 23,3 km² en telt 61.178 inwoners in 2018.

## Gemeenten
Het kanton Palaiseau omvatte tot 2014 de volgende 2 gemeenten:
- Igny
- Palaiseau (hoofdplaats)

Door de herindeling van de kantons bij decreet van 24 februari 2014, met uitwerking op 22 maart 2015 werd daar de gemeente:
- Orsay

aan toegevoegd.